# Anna Fučíková
Anna Fučíková (* 1982, Koněšín) je česká fyzička.

## Biografie
Anna Fučíková se narodila v roce 1982 v Koněšíně, vystudovala střední školu zemědělskou a následně nastoupila na Matematicko-fyzikální fakultu Univerzity Karlovy, kde vystudovala obor biofyzika a chemická fyzika. Po skončení studia nastoupila na Ústav systémové biologie a ekologie Akademie věd ČR, následně pak v roce 2006 nastoupila do Fyzikálního ústavu Akademie věd ČR a v roce 2007 nastoupila na pozici odborné asistentky na Matematicko-fyzikální fakultu UK. Mezi lety 2012 a 2014 působila na Institute of Technology ve Stockholmu. V roce 2018 byla americkou diplomacií vybrána jako jedna z 50 účastnic výměnného programu International Visitor Leadership Program.
V roce 2015 získala cenu Neuron. V roce 2012 obdržela ocenění Česká hlava. Je členkou poroty Global Teacher Prize. Věnuje se primárně výzkumu nanotechnologií, její specializací jsou křemíkové nanokrystaly. Je držitelkou patentu na křemíkové nanokrystaly, které vyvinula při stáži ve Švédsku.